# Hans gode Genius
Hans gode Genius er en dansk stumfilm fra 1922, der er instrueret af August Blom efter manuskript af A.V. Olsen og Frederik Jacobsen.

## Handling
Filmen handler om Bertel Thorvaldsens liv. Der har eksisteret to forskellige slutninger på filmen, en tragisk og en lykkelig.

## Medvirkende
- Gunnar Tolnæs - Victor Albert, billedhugger
- Carl Lauritzen - Skibsreder Hassing
- Emma Wiehe - Hassings hustru
- Nora Green - Margarete, Hassings datter
- Viggo Lindstrøm - Skibsfører Backe
- Peter Malberg - Gregor
- Robert Schmidt - Mægler Lyngs
- Lilli Beck - Grevinde Maria della Rizzi
- Clara Schønfeld
- Doris Langkilde
- Agnes Lorentzen
- Julie Henriksen